# Fútbol de potrero

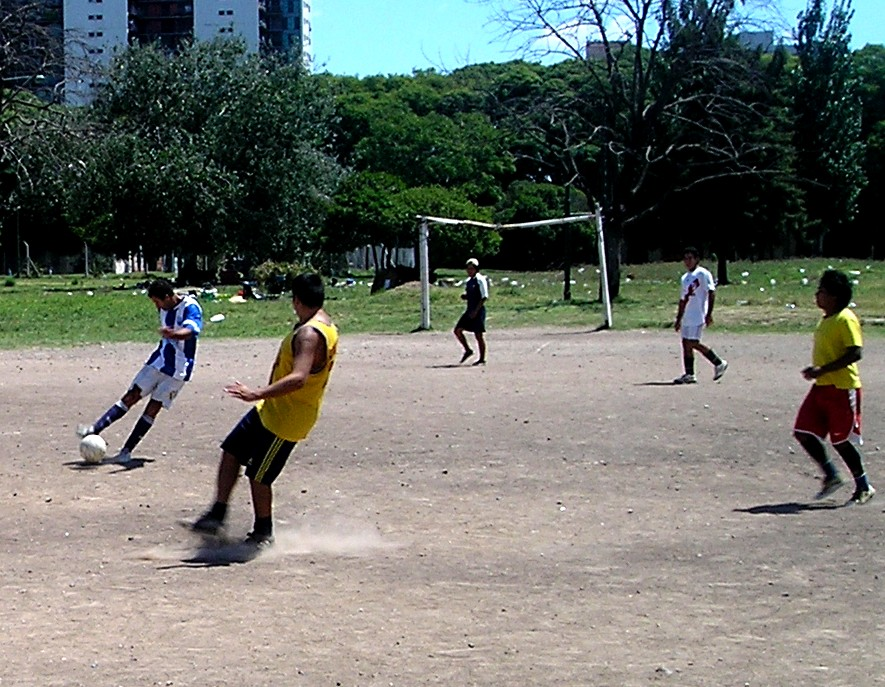
Potrero en Buenos Aires.

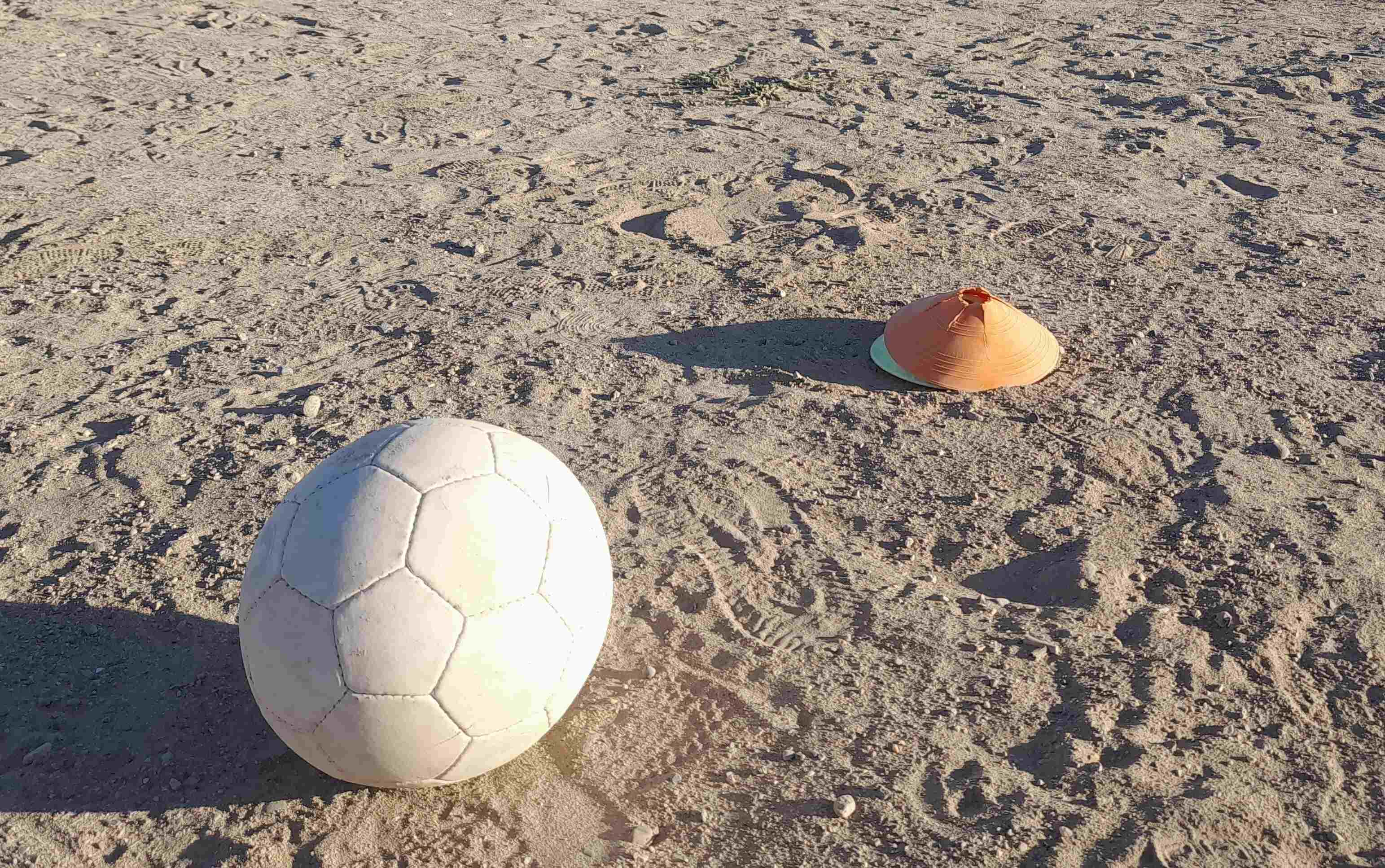
Vista usual en los potreros de la ciudad de General Roca.

Fútbol de potrero es la denominación del estilo tradicional aplicado por los futbolistas argentinos en las canchas alrededor del mundo, enmarcado dentro del «fútbol sudamericano», de carácter individual improvisado —que incluye también a Bolivia, Brasil, Chile, Colombia, Ecuador, Perú, Paraguay, Uruguay y Venezuela—.
En Argentina el fútbol se aprendió y desarrolló popularmente en espacios o parques libres, denominados "potreros", sin ninguna supervisión institucional ni preparación para su práctica. Salvo casos y momentos muy específicos, el sistema escolar y el Estado se desentendieron de la práctica del fútbol por parte de los estudiantes, buscando promover deportes alternativos.

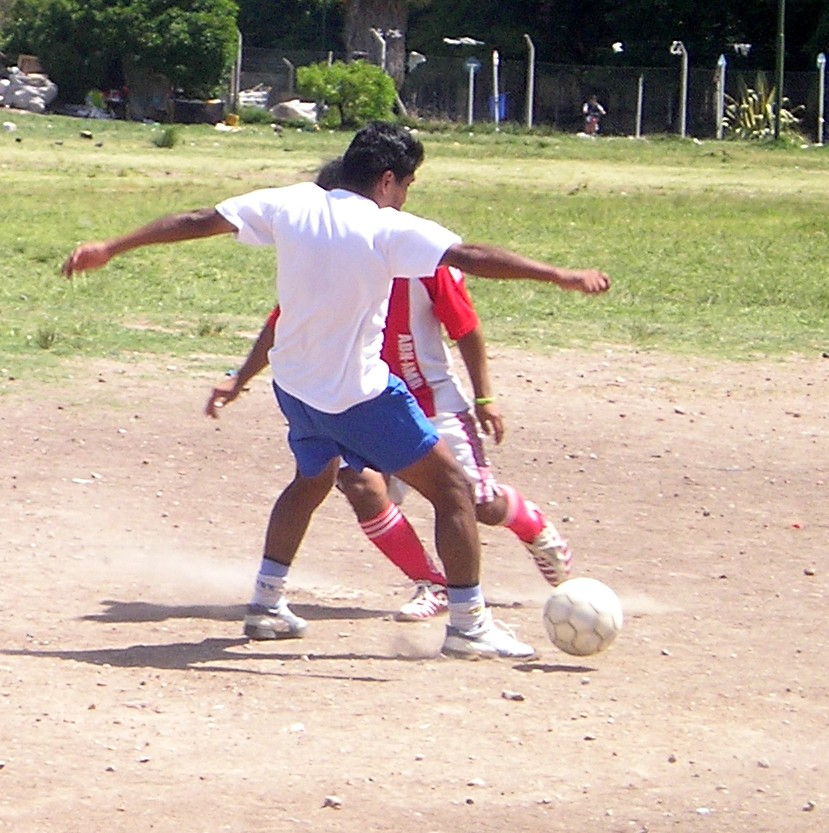
La "gambeta", base del fútbol argentino.

Estas circunstancias permitieron el amplio desarrollo de un estilo especial, denominado «fútbol de potrero», poco regulado, muchas veces masivo, sin entrenadores, capitanes ni padres. Este incluye una variedad de juegos de fútbol, desde partidos más o menos formales, hasta partidos informales multitudinarios como "el picado", o juegos como el "mete-gol-entra", el "loco", la "corra", el "centro-gol", el "cañito-la liga", el "fútbol-tenis", el "coca-cola", el "cabeza", etcétera. Esas condiciones promovieron un juego basado fundamentalmente en la improvisación y la habilidad individual en el manejo de la pelota, el llamado "arte de la gambeta" (dribbling, en inglés) y el pase corto, así como un juego defensivo más físico y violento, con recurso sistemático a la vieja ley del football premoderno británico, el "hacking" o zancadilla, conocido en la zona del Río de la Plata como "hacha". El fútbol de potrero se caracteriza también por una mínima coordinación colectiva y una menor utilización del tiro de larga distancia. Uno de los principales analistas y defensores del "fútbol de potrero" fue el periodista Dante Panzeri, quien concebía el juego como una "dinámica de lo impensado" y sostenía básicamente que "el fútbol es el jugador".
Desde la década de 1970, la multiplicación de las competencias con equipos europeos, así como la posibilidad masiva de observar otros estilos de fútbol gracias a la televisión y la internacionalización del mercado de jugadores, produjo una evolución en el estilo del fútbol argentino, fusionando las características básicas del fútbol de potrero con muchos elementos que caracterizaban al fútbol europeo: juego colectivo y coordinado, planes estratégicos, pases de primera, "paredes", triangulación y mayor velocidad en el juego. El resultado fue la creación de un estilo más efectivo, que llevó a obtener gran cantidad de victorias internacionales y que suele ser referido de manera genérica como "fútbol sudamericano".
A partir de la década de 1990 surgieron las "escuelitas de fútbol", centros generalmente privados y dirigidos por deportistas y profesionales de la educación física, destinados a enseñar a los niños a jugar al fútbol y a organizar la práctica. Existe un debate acerca de la incidencia de las "escuelitas del fútbol" sobre un eventual cambio de estilo del fútbol argentino y sobre si la expansión de las mismas ha implicado la desaparición del "potrero" y el fútbol de habilidad individual asociado con este.